# Neo-soul
Neo-soul (ook bekend als nu soul) is een van oorsprong Amerikaanse en relatief nieuwe muziekstroming. Ze komt voort uit de moderne r&b, de soulmuziek uit de jaren zeventig en hiphop. De term neo-soul werd geïntroduceerd door het Amerikaanse platenlabel Motown (Detroit) in de jaren negentig. Neo-soul heeft ook invloeden van reggae en black gospel. De muziek wordt voornamelijk door Afro-Amerikanen gemaakt.

## Artiesten
De neo-soul begon pas echt met de band Tony! Toni! Toné!, Maxwell en D'Angelo, die het album Brown Sugar maakte. Hier werden de elementen van de soul uit de jaren zeventig (Stevie Wonder etc.) gebruikt samen met de moderne 'zwarte' Amerikaanse muziek. De muziek werd hierdoor bekend bij het grote publiek, en andere artiesten zouden spoedig volgen.
Erykah Badu brak door met haar album Baduizm (1997) bij Kedar Records, Angie Stone brak door met haar album Black Diamond (1999) bij Arista/J Records, maar de eerste echte grote ster in dit genre was Lauryn Hill, bekend uit de film Sister Act 2 en van een optreden in de soapserie As the World Turns. Ze bracht het zeer geprezen album The Miseducation of Lauryn Hill (1998) uit, waar ze vijf Grammy Awards voor won (beste album, beste nieuwe artiest, best female R&B vocal performance, best R&B song, best R&B album). Daarvoor maakte ze al samen met Pras Michel en Wyclef Jean, onder de naam Fugees, het succesvolle album The Score. Van dit album kwamen de hits Killing me Softly, Ready or Not, Fu-Gee-La en andere.

## Huidige situatie
De muziek heeft alleen aan populariteit gewonnen door een nieuwe generatie artiesten en oude artiesten die nummers in dit genre maakten (Angie Stone). Onder de nieuwe generatie worden artiesten als Macy Gray, India.Arie, John Legend, Joss Stone, D'Angelo, Truth Hurts en de hitzangeres Alicia Keys verstaan.

## Criteria
Toch blijft de muziek vooral onder de Afro-Amerikanen populair, die al naar de moderne r&b-, soul-, rhythm-and-blues- en hiphopmuziek luisterden. De meeste artiesten zien zichzelf eigenlijk niet als makers van neo-soul, maar vaak gewoon als soulartiesten. Dit komt door de grote variatie en vermengingen die er zijn geweest voordat de muziek tot stand was gekomen.